# Juan José Ossandón
Juan José Ossandón Briceño (Copiapó, Chile, 2 de noviembre de 1977) es un futbolista chileno que juega de delantero. 

## Trayectoria
Pese a que nació en la ciudad de Copiapó, debutó profesionalmente en el año 2000 en el Palestino, club donde jugó por 4 años, siendo uno de los jugadores más destacados y joven promesa del club.
En el 2004 fichó por el club Deportes La Serena, equipo que ya estaba de vuelta en la Primera División del fútbol chileno, luego de 4 años en la Primera B. Al año siguiente, es traspasado al Magallanes, donde tuvo buenas actuaciones en la temporada 2005. En el 2006 jugó en dos clubes distintos: en el primer semestre, lo hizo en la Universidad de Concepción, y en el segundo semestre, en el Alianza FC de El Salvador, el único fuera de Chile en el que jugara. Con el club penquista llegó a semifinales del Torneo Apertura de ese año, siendo eliminado en esa ronda por Colo-Colo, equipo que a la postre fue el campeón de ese torneo.
En el 2007 ficha en Deportes Copiapó —con el que siempre se ha identificado—, con el afán de llevarlo a la Primera División del fútbol chileno. En los últimos años, ha sido el máximo goleador del equipo, siendo artífice de la permanencia del club de sus amores en el profesionalismo, salvo en la temporada 2011, cuando el equipo de su ciudad natal cayó a la creada Segunda División Profesional.

## Clubes
| Club                      | País        | Año       |
| ------------------------- | ----------- | --------- |
| Palestino                 | Chile       | 2000-2003 |
| Deportes La Serena        | Chile       | 2004      |
| Magallanes                | Chile       | 2005      |
| Universidad de Concepción | Chile       | 2006      |
| Alianza FC                | El Salvador | 2006      |
| Deportes Copiapó          | Chile       | 2007-2011 |
| Lota Schwager             | Chile       | 2012      |

- Datos: Q6300158